# Holger Bech
Holger Bech född 2 december 1891 i Helsingör, död 19 augusti 1981, var en dansk bankman, översättare och sångtextförfattare. 
Bech var vicedirektör på Handelsbanken, översatte bland annat teaterstycken, operetter och musikaler, samt var visdiktare. Han skrev bland annat under pseudonymen Poul M. Jørgensen krigsvisan "Vi er alle i samme båd". 
Bech bodde i Fuengirola i Spanien. Han är far till skådespelerskan Suzanne Bech.